# Geckolepis
Geckolepis is een geslacht van hagedissen dat behoort tot de gekko's (Gekkota) en de familie Gekkonidae.

## Naam en indeling
De wetenschappelijke naam van de groep werd voor het eerst voorgesteld door Alfred Grandidier in 1867. Er zijn vier soorten, in 2017 werd een vijfde soort beschreven: Geckolepis megalepis.

## Uiterlijke kenmerken
De lichaamslengte is ongeveer acht tot dertien centimeter inclusief de staart, de staart is ongeveer even lang als het lichaam. De lichaamskleur is grijsbruin met donkere vlekken, de schubben hebben een iriserende glans.
Alle soorten hebben grote schubben die slechts losjes met de huid verbonden zijn. De schubben laten hierdoor gemakkelijk los als de gekko's worden aangevallen. De dieren ondervinden hier geen schade van; binnen enkele weken zijn de schubben weer aangegroeid. Deze aanpassing komt voor zover bekend bij geen enkele andere groep van reptielen voor.

## Verspreiding en habitat
De gekko's komen voor in delen van oostelijk Afrika en leven op het eiland Madagaskar of de omliggende eilanden. De habitat bestaat uit droge tropische en subtropische bossen en vochtige tropische en subtropische laaglandbossen. Ook in door de mens aangepaste streken zoals aangetaste bossen kunnen de dieren worden aangetroffen.

## Beschermingsstatus
Door de internationale natuurbeschermingsorganisatie IUCN is aan drie soorten een beschermingsstatus toegewezen. Twee soorten worden beschouwd als 'veilig' (Least Concern of LC) en een soort als 'onzeker' (Data Deficient of DD).

## Soorten
Het geslacht omvat de volgende soorten, met de auteur en het verspreidingsgebied.
| Naam                 | Auteur                                    | Verspreidingsgebied |
| -------------------- | ----------------------------------------- | --- |
| Geckolepis humbloti  | Vaillant, 1887                            | Comoren (Grande Comore) |
| Geckolepis maculata  | Peters, 1880                              | Madagaskar (inclusief Nosy Be, Nosy Mitsio, Nosy Sakatia, Nosy Komba, Mayotte, Anfica, Nosy Fanihy), Comoren (Grande Comore) |
| Geckolepis megalepis | Scherz, Daza, Köhler, Vences & Glaw, 2017 | Noordelijk Madagaskar |
| Geckolepis polylepis | Boettger, 1893                            | Westelijk Madagaskar |
| Geckolepis typica    | Grandidier, 1867                          | Madagaskar (inclusief Île Sainte-Marie, Nosy Alanana)                                                                        |